# Джабор (Маршалловы Острова)
Джабор — город Маршалловых островов, расположенный на атолле Джалуит.

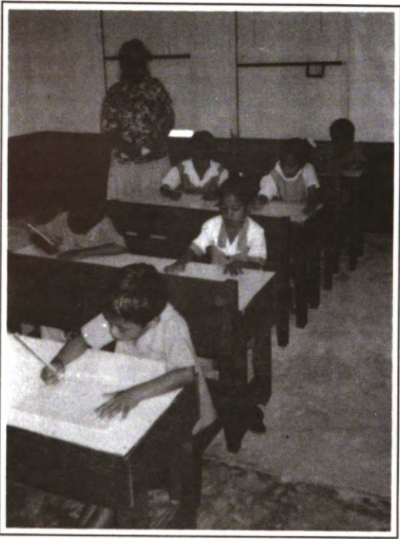
Начальная школа Св. Иосифа

Население Джабора составляет 569 человек. В Джаборе есть небольшая гостиница, небольшие магазины, в которых продаются основные продукты питания, и автозаправочная станция. Джабор является базой для коммерческого и спортивного рыболовства, где можно арендовать моторные лодки. Раньше Джабор являлся столицей Маршалловых островов.

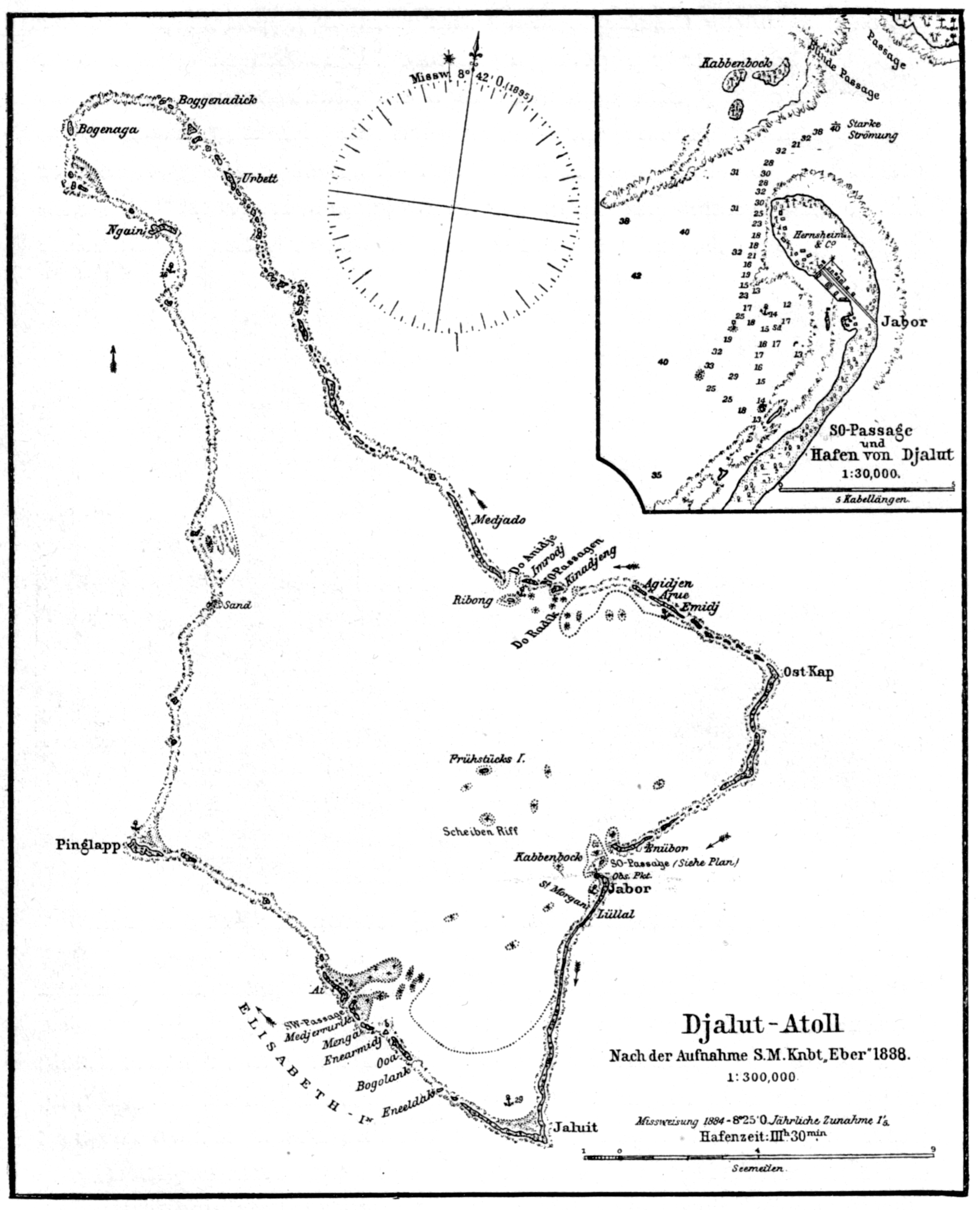
Карта Джабора 1896 года.

Амата Кабуа (первый президент Маршалловых островов) родилась в Джаборе.
В Джаборе есть две начальные школы: школа Сввятого Иосифа, при католической церкви, и государственная школа. Есть также начальные школы в Джалуит-моту и Иемей. Jaluit High School — это школа-интернат, которая обслуживает учащихся с атолла Джалуит и южных атоллов Эбон, Аилинглапалап, Наму, Кили, Намдрик и Джабат.
Аэропорт Джалуит обслуживается авиакомпанией Air Marshall Islands .